# Nghĩa trang Chiến tranh Kranji
Nghĩa trang Chiến tranh Kranji (tiếng Anh: Kranji War Cemetery; tiếng Mã Lai: Tanah Perkuburan Perang Kranji) tọa lạc tại Kranji, Singapore, là nơi chôn cất quân lính Đồng Minh những người đã ngã xuống trong Trận Singapore và sau đó là giai đoạn Nhật Bản chiếm đóng từ năm 1942 đến 1945 và những khu vực khác ở Đông Nam Á trong suốt Thế Chiến II.
Tổng cộng 4.461 binh sĩ Thế Chiến II được chôn cất hoặc tưởng nhớ tại nghĩa trang này, 850 trong đó cho đến nay vẫn chưa xác định được danh tánh. Nơi đây còn có 64 ngôi mộ binh sĩ thời Thế Chiến I, ba trong số đó là mộ gió, thi thể của họ vẫn không được tìm thấy trong quá trình tập trung hài cốt.
Kề bên Nghĩa trang Chiến tranh là Nghĩa trang Quân sự Kranji, cũng được quản lý bởi Ủy hội Mồ mả Chiến tranh Khối Thịnh vượng chung (tiếng Anh: Commonwealth War Graves Commission).

## Lịch sử
Kranji trước đây là một trại quân sự. Khi Nhật Bản xâm chiếm Mã Lai, nơi này được dùng làm kho đạn. Sau khi Singapore thất thủ, quân Nhật thiết lập một trại tù nhân chiến tranh tại Kranji và một bệnh viện gần đó tại Woodlands. Sau cuộc chiến, năm 1946, chính quyền sở tại quyết định xây dựng một nghĩa trang chiến tranh của Singapore tại Kranji, nghĩa trang nhỏ tại đây được tu bổ và mở rộng để thành nơi chôn cất lâu dài binh sĩ tử trận. Mộ phần của họ từ các nghĩa trang ở Buona Vista, Chương Nghi, và các nghĩa trang khác được di dời và cải táng tại Kranji.
Khu vực này lại được mở rộng khi tiếp nhận hài cốt từ các vùng lân cận và cả ở Sài Gòn (Đông Dương thuộc Pháp), nay là Thành phố Hồ Chí Minh, Việt Nam.
Colin St Clair Oakes là người thiết kế bản vẽ cho Đài tưởng niệm Singapore và Nghĩa trang Chiến tranh. Ngày 2 tháng 3 năm 1957, đài tưởng niệm được Sir Robert Black, Toàn quyền và Tổng tư lệnh Singapore khi đó, cắt băng khánh thành. Giai đoạn Đế quốc Nhật xâm chiếm Singapore, Robert Black cũng bị bắt làm tù nhân chiến tranh.

### Hồi hương tử sĩ Úc
Ngày 2 tháng 6 năm 2016, 32 hài cốt binh sĩ còn sót lại tại Trại Terendak, Malaysia, gồm cả các thành viên trong nhiều gia đình, và một hài cốt vong binh trong Chiến tranh Việt Nam tại Nghĩa trang Chiến tranh Kranji, đã được hồi hương về Úc, sau đó cải táng tại Căn cứ Richmond, Không lực Hoàng gia Úc trên hai chiếc C-17 của Không lực Hoàng gia Úc. Thỏa thuận khai quật được sự đồng ý của chính phủ song phương.

## Các đài tưởng niệm đặc biệt
Các đài tưởng niệm đặc biệt này dùng để tưởng nhớ những vụ tử chiến riêng biệt hoặc các binh sĩ mà thi thể của họ không được xác định. Khu vực xây dựng chúng được tập trung chủ yếu thành cụm xung quanh Đài tưởng niệm Singapore.

### Đài tưởng niệm Singapore

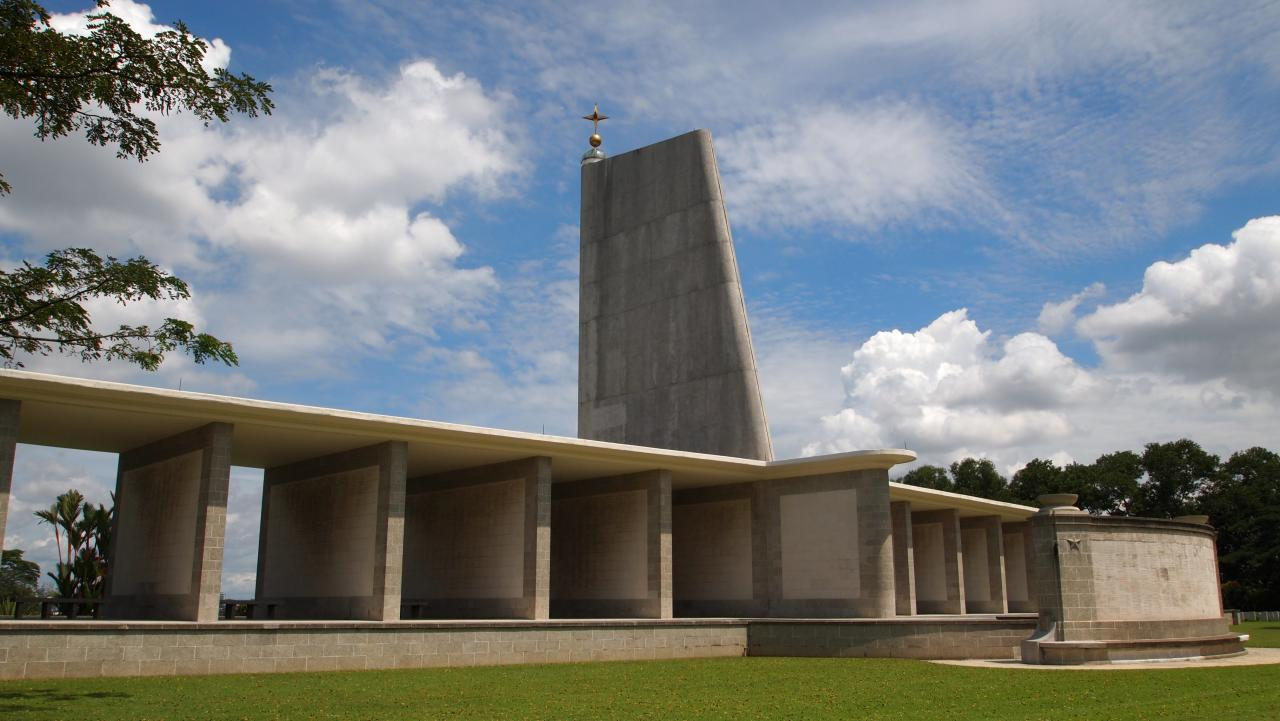
Đài tưởng niệm Chiến tranh Kranji

Đài tưởng niệm Singapore, hay còn được gọi là Đài tưởng niệm Chiến tranh Kranji, được dựng trong khuôn viên nghĩa trang chiến tranh và có khắc tên 24.346 thủy quân và không quân Đồng Minh. Đây là các binh sĩ trận vong mà thi thể không còn được tìm thấy nên mộ phần không được xây dựng.

### Đài tưởng niệm (Mộ phần không bảo quản) Singapore

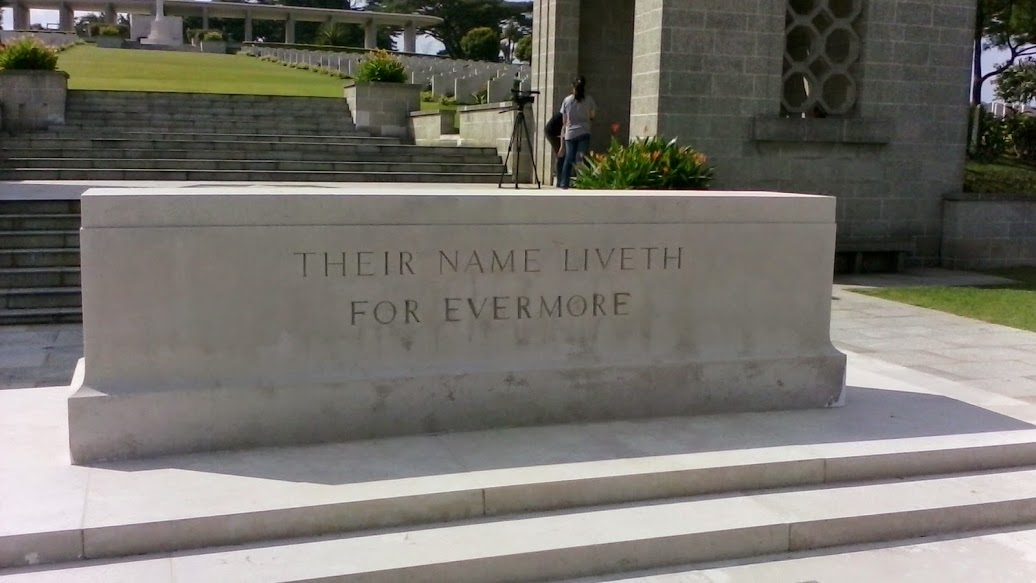
Chữ được khắc tại Nghĩa trang Chiến tranh Kranji

Nơi này tưởng nhớ hơn 250 binh lính bị giết khi đang thi hành nhiệm vụ Mã Lai thuộc Anh mà phần mộ của họ, được biết là, Ủy hội Mồ mả Chiến tranh Khối Thịnh vượng chung không có khả năng bảo quản còn hài cốt của họ không thể di dời bởi lý do tôn giáo.

### Đài tưởng niệm Hỏa táng Singapore
Khu vực này tưởng niệm khoảng 800 người, hầu hết đến từ Đại Ấn Độ, được hỏa táng theo giáo luật.

### Đài tưởng niệm khu mộ Bệnh viện Dân sự Singapore
Sau thời gian chiếm đóng hòn đảo, một lượng người bị thương thuộc cả thành phần quân sự lẫn dân sự được đưa vào bệnh viện. Nhiều trong số họ không qua khỏi, một mộ tập thể được xây dựng và làm nơi chôn cất cho hơn 400 thi hài. Sau cuộc chiến, thay vì nhận dạng danh tánh từng người được chôn cất tại đây, một chữ thập được dựng lên trên khu mộ, một vị Giám mục Singapore cũng đã tới khu vực này để biệt riêng ra thánh.

### Đài tưởng niệm Trung Hoa
Đài tưởng niệm này cách xa Đài tưởng niệm Singapore, là một hố chôn tập thể 69 quân nhân Trung Quốc phục vụ các lực lượng quân đội Thịnh vượng chung bị giết hại trong thời kỳ đầu Nhật Bản xâm lược Singapore.